# ژان تاردیو
ژان تاردیو (به فرانسوی: Jean Tardieu) نویسنده و شاعر قرن بیستم میلادی اهل فرانسه است.